# Micki King
Micki King, född den 26 juli 1944 i Pontiac, Michigan, är en amerikansk simhoppare.
Hon tog OS-guld i svikthopp i samband med de olympiska simhoppstävlingarna 1972 i München.